# 张建珍
张建珍（1920年5月27日—2021年9月7日），女，浙江宁波人，中国新闻纪录电影编导，曾任中央新闻纪录电影制片厂副总编辑，中国电影家协会理事。钱筱璋之妻。
张建珍于2021年9月7日在北京去世，享年101岁。